# Belagavi
Belagavi (kannada ಬೆಳಗಾವಿ, marathi बेळगांव, do 2014 roku Belgaum) – miasto w południowych Indiach, w stanie Karnataka, na wyżynie Dekan, na wysokości 770 metrów. Około 443,6 tys. mieszkańców.